# Dorfkirche Melkow

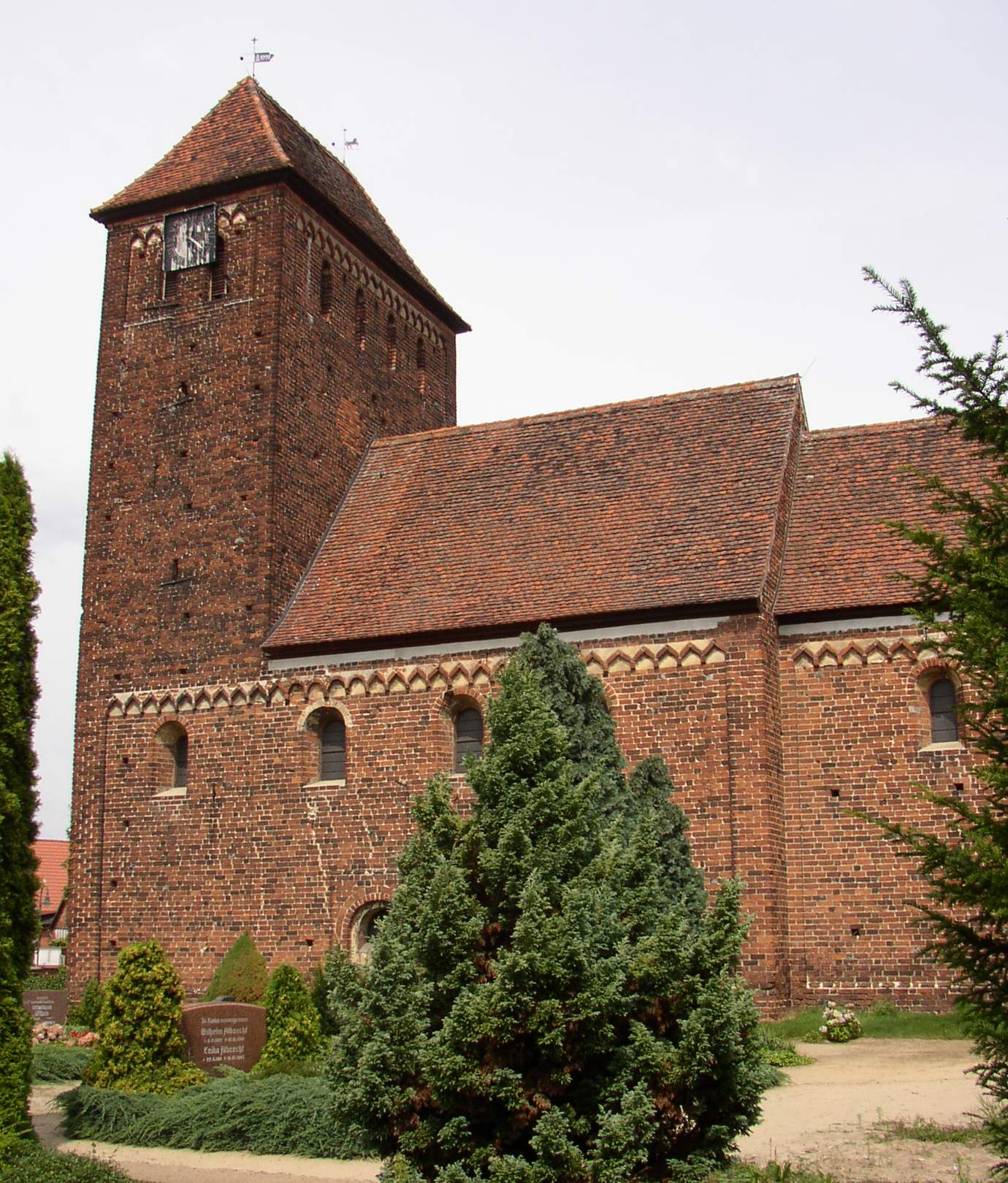
Dorfkirche Melkow

Die evangelische Dorfkirche Melkow ist eine romanische Backsteinkirche im Ortsteil Melkow der Gemeinde Wust-Fischbeck im Landkreis Stendal in Sachsen-Anhalt. Sie gehört zur Kirchengemeinde Melkow im Kirchspiel Wulkow-Wust im Kirchenkreis Stendal der Evangelischen Kirche in Mitteldeutschland. Sie ist eine Station der Straße der Romanik.

## Geschichte und Architektur

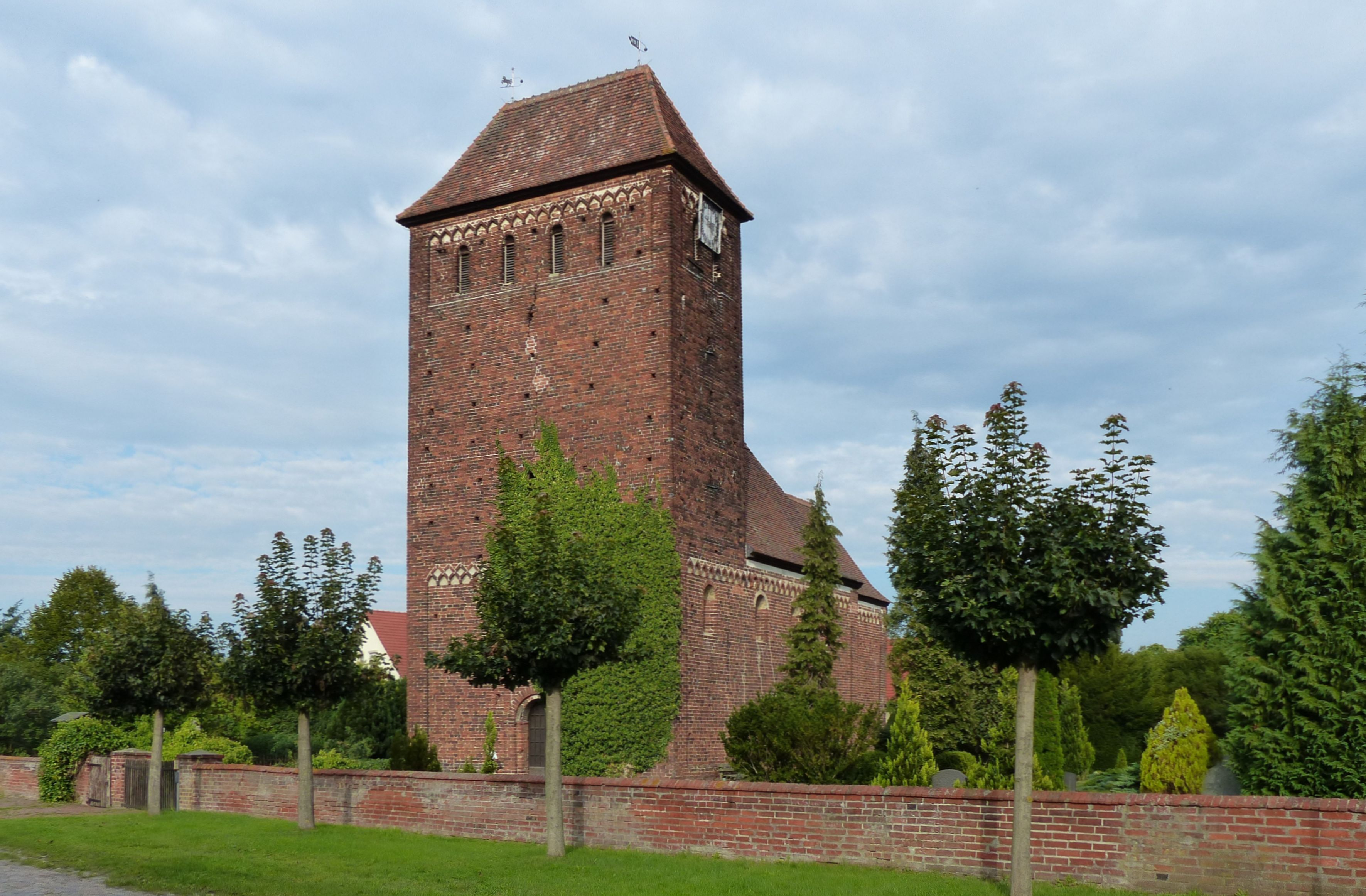
Ansicht von Südwest

Die Dorfkirche Melkow ist eine stattliche vollständige Anlage einer romanischen Dorfkirche, die nach dendrochronologischer Datierung 1202 (±10d) entstanden ist. Sie steht unter dem Einfluss der Kirche des Klosters Jerichow und ist nahe verwandt mit der Dorfkirche St. Marien und Willebrord. Sie ist jedoch im Unterschied zu diesen Kirchen keine Basilika, sondern eine Saalkirche. Der Außenbau ist bemerkenswert sorgfältig in Backsteinmauerwerk ausgeführt, zeigt jedoch Setzungsschäden, die in Anbetracht des Alters und der beim Bau verwendeten Technik kaum zu vermeiden sind. Auffällig ist die Stellung des Turmes, der nicht als eigenständiger Baukörper, sondern wie auf den westlichen Teil des Schiffs aufgesetzt erscheint, aber anhand des Befunds in einem Zug mit dem Schiff errichtet wurde.
Die Kirche besteht aus einem gestreckten, rechteckigen Schiff mit einem mächtigen querrechteckigen Westbau, der durch ein Walmdach abgeschlossen ist, sowie einem eingezogenen Chor mit halbkreisförmiger Apsis. Das Äußere wird durch Ecklisenen und Winkelfriese auf Konsolen gegliedert. An der Apsis finden sich Verzierungen mit gekreuztem Winkelfries und Deutschem Band. Die gleichen Verzierungen sind auch über den schlanken rundbogigen Schallöffnungen des Turmes zu finden. Die Fenster sind im Unterschied zu zahlreichen anderen romanischen Kirchen außer an der Apsis im ursprünglichen Zustand erhalten. An allen Teilen des Äußeren finden sich Rillen- und Näpfchenschürfungen.

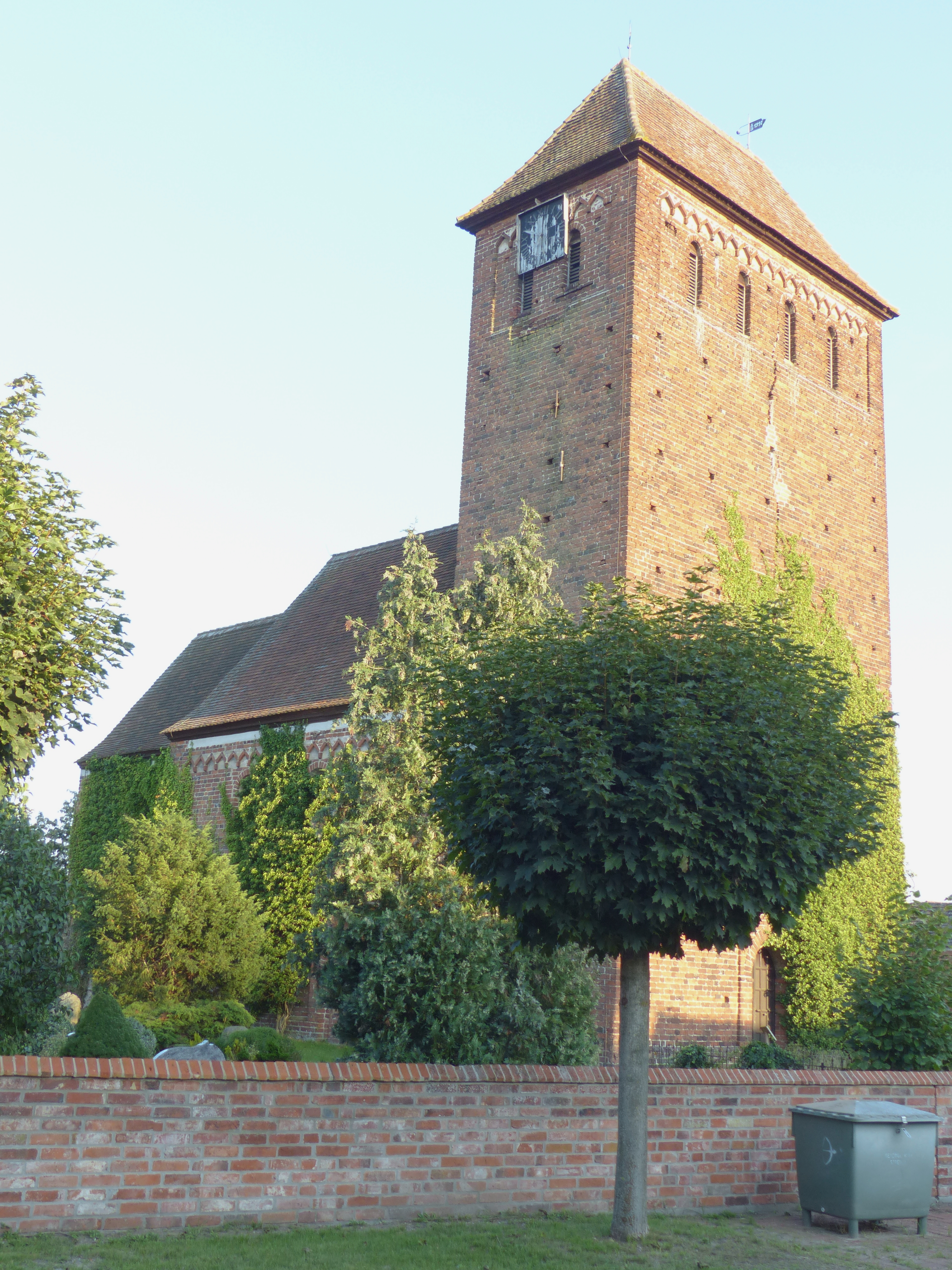
Nordwestansicht

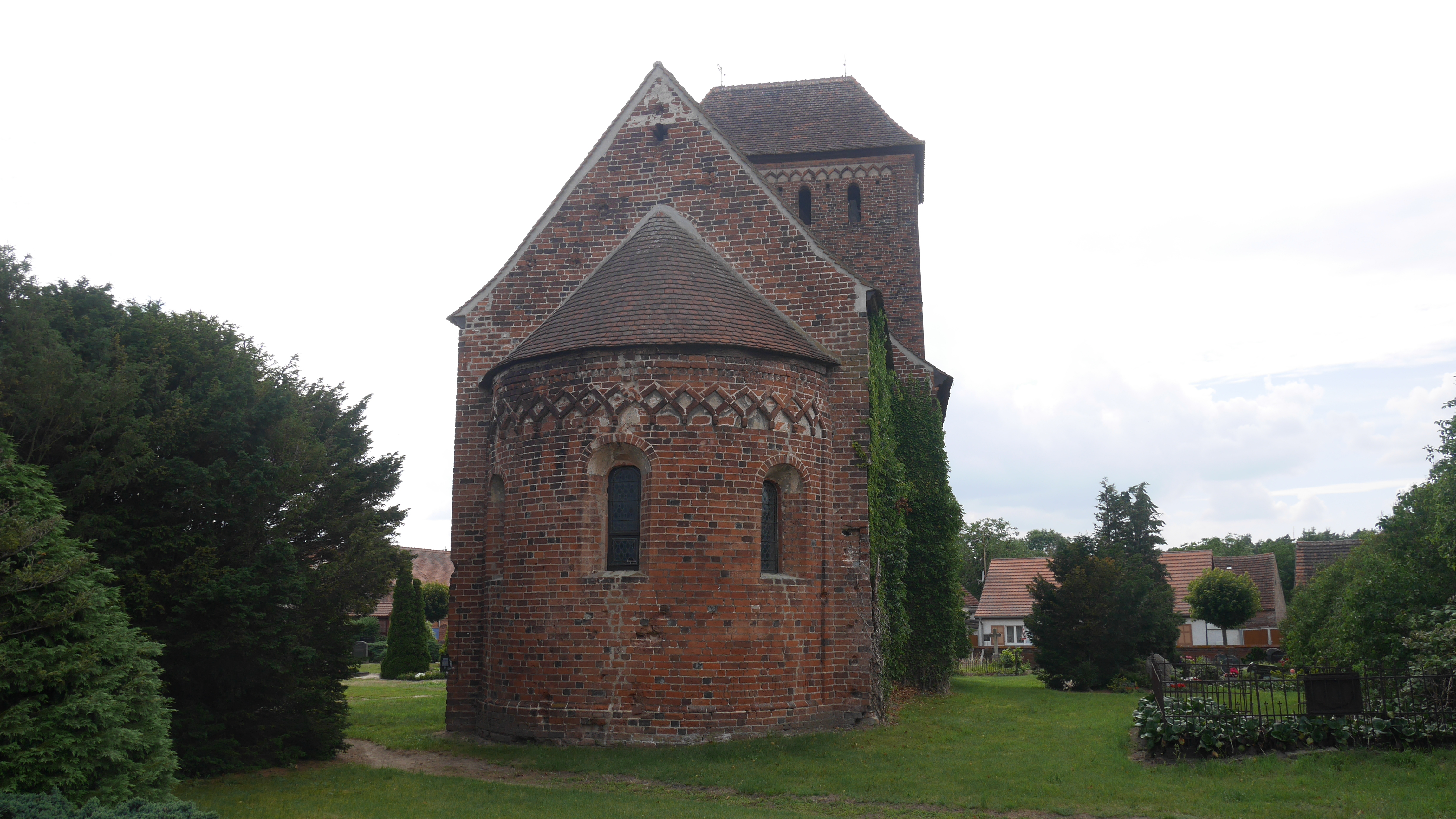
Apsis

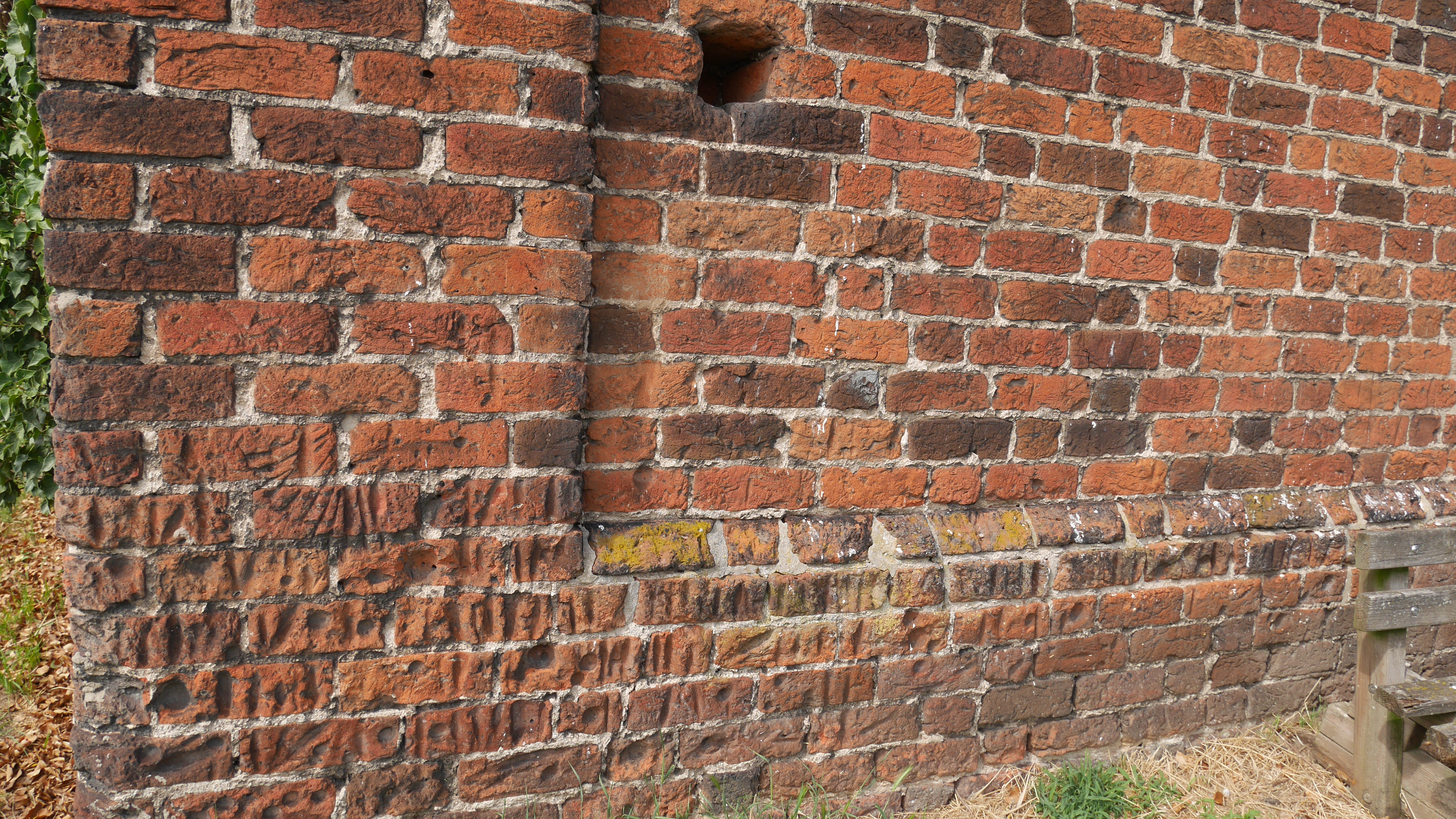
Rillen- und Näpfchenschürfungen

Im Norden, Westen und Süden sind rundbogige Portale in rechteckige Wandvorlagen eingearbeitet. Die Portale im Norden und Süden sind vermauert. Das flachgedeckte Langhaus wird durch den abgetreppten Triumphbogen vom Chor und durch einen nicht abgetreppten, breiten Rundbogen vom Westbau geschieden. Eine vermauerte Öffnung an der Nordostecke führte vermutlich zu einer nicht erhaltenen Sakristei. Der Chor wird durch ein kuppeliges Kreuzgratgewölbe und die Apsis mit einer Halbkuppel abgeschlossen.
Eine Restaurierung fand um 1960 statt.

## Ausstattung
Auf dem Altar befindet sich ein vom Anfang des 14. Jahrhunderts stammender hölzerner Kruzifixus. Zu erwähnen ist weiterhin eine oktogonale Taufe aus Sandstein vom Anfang des 13. Jahrhunderts mit Figuren an den Ecken, von denen drei erhalten sind. Am oberen Rand der Kuppa finden sich Weinblattornamente mit Trauben. Sie stand über Jahrzehnte in einem privaten Garten, diente dort als Pflanzschale und kam erst im 20. Jahrhundert in die Kirche. Es ist unklar, ob sie zur ursprünglichen Kirchenausstattung gehörte. Ein silberner Abendmahlskelch mit Hostienteller überstand die Plünderung der Kirche im Dreißigjährigen Krieg, wurde 1682 (vergraben im Pfarrgarten) zufällig wiedergefunden und kam als Leihgabe in das Kloster Jerichow.
Im Turm befinden sich zwei Glocken aus dem 14. und 15. Jahrhundert.